# Mirae caritatis
Die Enzyklika Mirae caritatis (über die Hl. Eucharistie) datiert vom 28. Mai 1902 und wurde von Papst Leo XIII. veröffentlicht.

## Erklärung
Die zentrale Stellung des Altarsakramentes im Leben der Kirche erklärt die große Aufmerksamkeit, die diese dem Sakrament der Eucharistie widmet. Aus jüngerer Zeit sind drei große Enzykliken über die Eucharistie zu erwähnen: Mirae caritatis von Leo XIII.,  Mediator Dei  von Pius XII. und  Mysterium Fidei  von Paul VI. Der Inhalt dieser Enzykliken floss in die Dokumente des Zweiten Vatikanischen Konzils ein, vor allem in die Konstitutionen Lumen gentium und Sacrosanctum Concilium.

## Erklärung zur Eucharistie
Die Kirche habe immer, auch ganz unabhängig von gelegentlichen bestätigenden Zeichen die Bedeutsamkeit, ja Notwendigkeit des Empfanges der Eucharistie gelehrt. Im Sinne einer Gebotsnotwendigkeit, und auch als Notwendigkeit des Mittels, zumindest im Sinne eines impliziten Verlangens solle die Eucharistie auch eine geistige Kommunion sein. Für die Erwachsenen sei sie auch das notwendige Mittel, um längere Zeit im Gnadenstand verbleiben zu können. Das folgt daraus, dass die Eucharistie uns auch als Nahrung gegeben wurden sei. Die Wirkungen erklären sich also durch die Analogie mit der Nahrung. Ein Unterschied besteht allerdings – wie schon Papst Leo XIII. formuliert hat: „Speise verwandeln wir in uns; diese geistliche Nahrung aber verwandelt uns in sich“.